# Annegret Kroniger
Annegret Kroniger (Bochum, 24 settembre 1952) è un'ex velocista tedesca, attiva negli anni settanta.

## Palmarès
| Anno | Manifestazione | Sede     | Evento  | Risultato | Prestazione | Note |
| ---- | -------------- | -------- | ------- | --------- | ----------- | ---- |
| 1976 | Olimpiadi      | Montréal | 4×100 m | Argento   | 42"59       |      |